# ألبرتو غونزاليس دومينغيز
ألبرتو غونزاليس دومينغيز (بالإسبانية: Alberto González Domínguez)‏ هو رياضياتي أرجنتيني، ولد في 11 أبريل 1904 في بوينس آيرس في الأرجنتين، وتوفي بنفس المكان في 14 سبتمبر 1982.